# Baseball (datorspel, 1977)
Baseball är ett basebollspel från 1977. Spelet utvecklades av RCA till RCA Studio II.

### Fotnoter
1. ↑  ”Baseball” (på engelska). Gamefaqs. Arkiverad från originalet den 4 maj 2014. https://web.archive.org/web/20140504175913/http://www.gamefaqs.com/studio2/936719-baseball/data. Läst 4 maj 2014.